# Ori Castellani a Villa Giulia
Nella cinquecentesca Sala delle Arti e delle Scienze del Museo Nazionale Etrusco di Villa Giulia, il nuovo allestimento della Collezione di ori Castellani - la famosa famiglia di orafi e di antiquari romani dell'Ottocento e del primo Novecento - è stato inaugurato a gennaio 2015.

## La Collezione Castellani
I Castellani si ispiravano alle oreficerie riportate alla luce durante gli scavi archeologici del XVIII e del XIX secolo, ma le rinnovavano e aggiungevano motivi, come monete antiche e micromosaici e applicavano pietre semi preziose ed ambra.

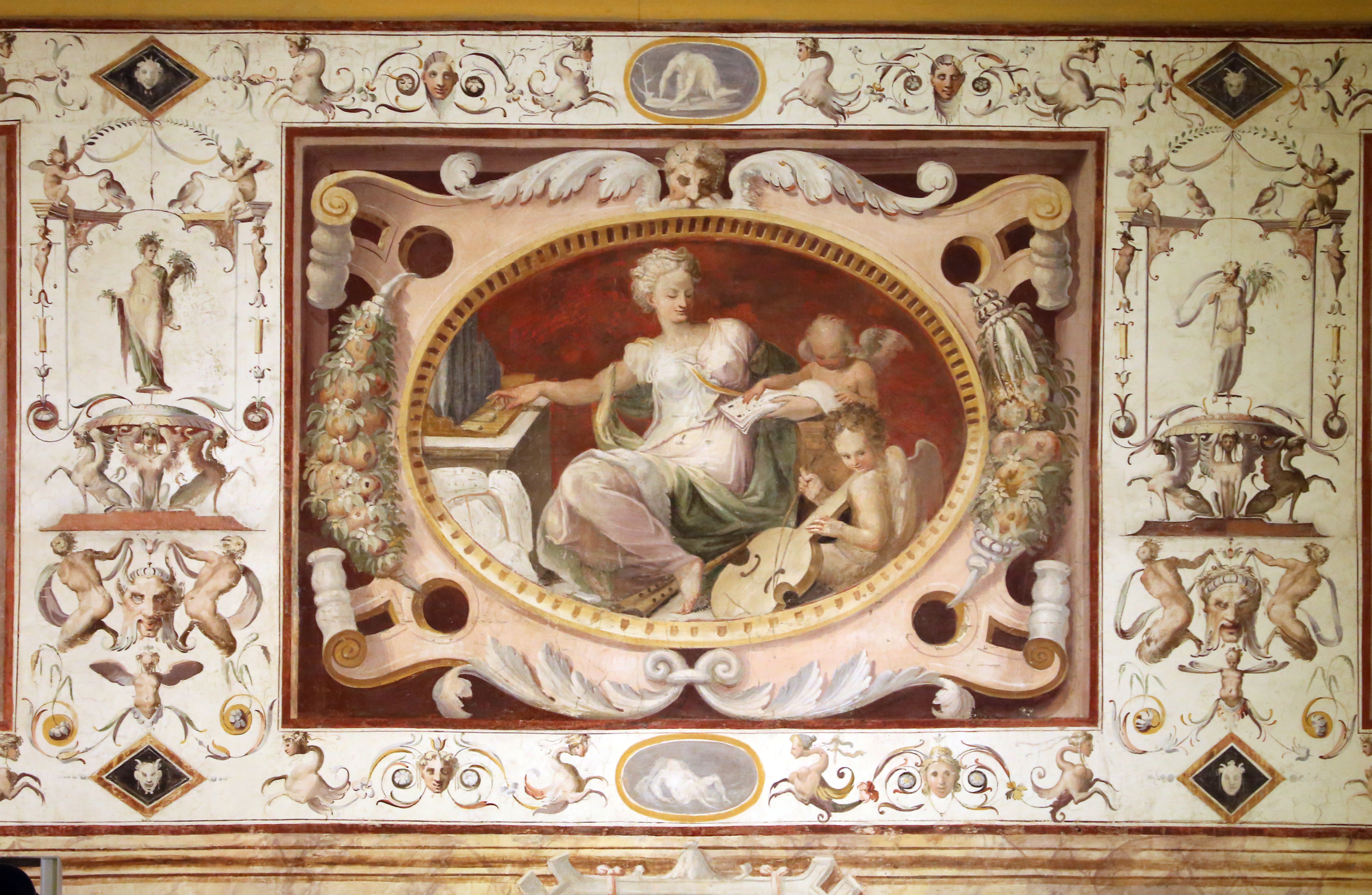
Villa Giulia, Sala delle Arti e delle Scienze, affreschi di Taddeo Zuccari e di Prospero Fontana, La Musica

La raccolta è ordinata cronologicamente, per quanto possibile. Tra i gioielli provenienti dalla tomba Galeassi o Castellani (inizi VII secolo a.C.), trovata a Palestrina nel 1861, sono in mostra un pettorale in oro e ambra, orecchini a fascia e fibule a sanguisuga. Tra i gioielli arcaici, (inizi VI - inizi V secolo a.C.), ci sono orecchini a bauletto, fibule ad arco figurato e anelli a castone decorati con figure. La produzione orafa tardo-classica ed ellenistica, etrusca e della Magna Grecia è rappresentata da corone auree, da orecchini e da collane con pendenti.

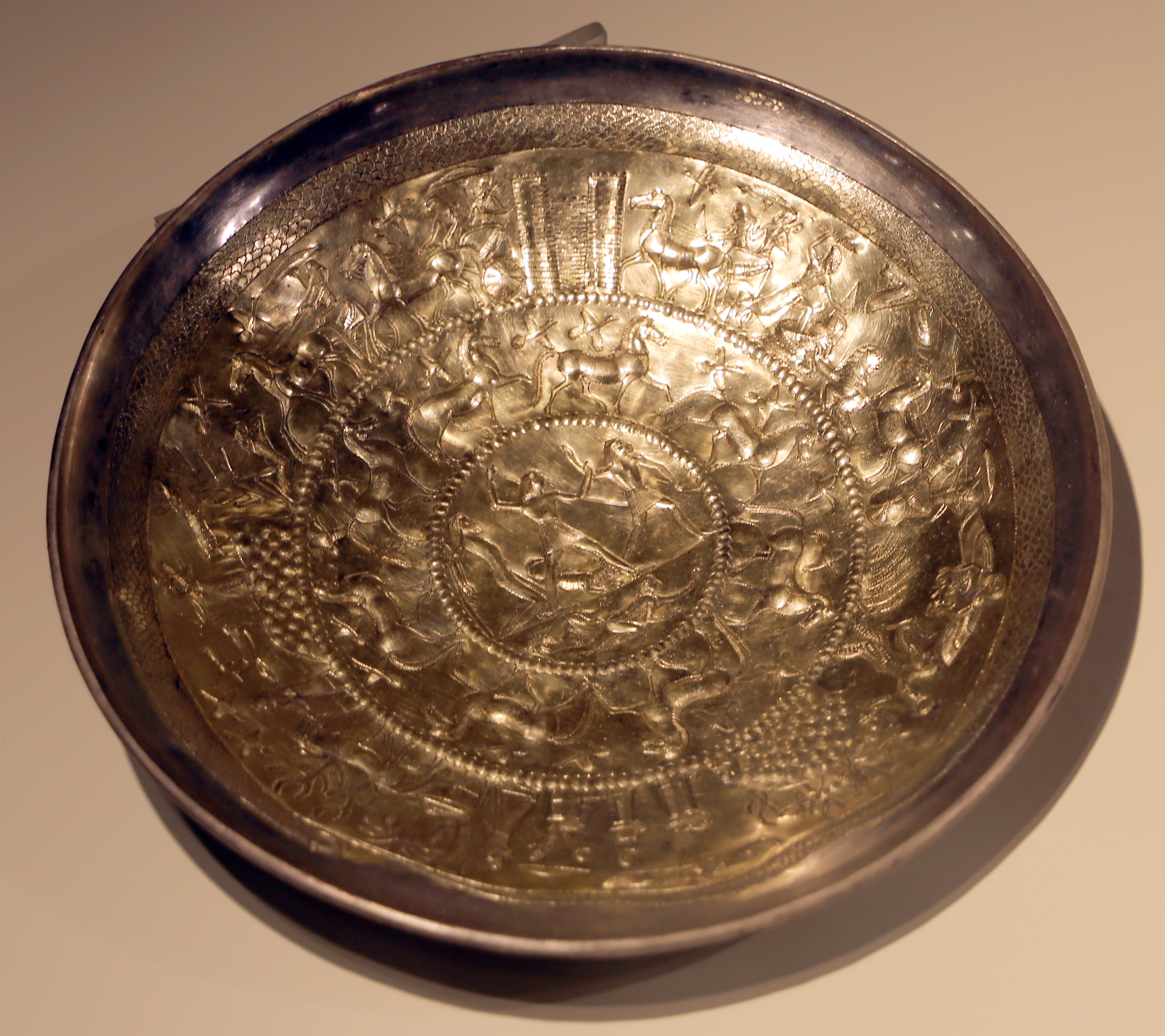
Arte fenicia, patera argento e oro con caccia del re, 675-650 a.C. circa, tomba Bernardini, necropoli della colombella, Palestrina

Più sobrie sono le oreficerie romane, anche in argento e con elementi di ambra grezza. Sono presenti gioielli tardo antichi e barbarici, con decorazioni stilizzate, con gemme appena sbozzate, con vetri colorati o pietre dure. La Collezione comprende pezzi di arte orafa italiana, databili fra i secoli XIII e XIX, un gruppo di moderne oreficerie degli Appennini abruzzesi (secondo i Castellani erano un bottino di briganti), gioielli dell'Estremo Oriente e del Nuovo Mondo.
Per la glittica sono presenti scarabei, databili dall'epoca classica al primo ellenismo, e due oggetti micenei: un'agata con incisi due Geni e un diadema di placchette in pasta vitrea.
Un ampio settore è riservato ad oreficerie prodotte dai Castellani in stile antico.

### Una dinastia di orafi romani
Fondatore della dinastia Castellani di orafi romani, Fortunato Pio Castellani nel 1814 aprì un laboratorio, dove creava gioielli ad imitazione degli antichi che, a quel tempo, emergevano in grande quantità dalle necropoli etrusche e dagli scavi a Pompei ed a Ercolano, oppure appartenevano alla collezione del Giampietro Campana. Grazie al sodalizio col duca Michelangelo Caetani, che disegnò gioielli, Fortunato Pio Castellani divenne l'orafo di fiducia di regnanti e di famiglie aristocratiche, romane ed europee.
Due figli maschi di Fortunato collaborarono col padre: Augusto e Alessandro che commerciarono gioielli di propria produzione e reperti archeologici. La parte creativa era affidata ad Alessandro e a Michelangelo Caetani, mentre Augusto curava la parte commerciale. Nel 1859 i Castellani effettuarono il restauro e la catalogazione della Collezione Campana ed ebbero così l'opportunità di affinare le conoscenze sulle antiche tecniche orafe della granulazione e della filigrana.
Alessandro, riparato in Francia nel 1860 per motivi politici, aprì a Parigi ai Champs Elysées e nel 1862 a Napoli due succursali, per il commercio di gioielli e di antichità etrusche. Fra i suoi clienti: Napoleone III, il Museo del Louvre e il British Museum. Alcuni reperti etruschi, commerciati dai Castellani, sembra che fossero falsi. Analisi chimiche recenti, su reperti antiquari acquistati dal museo di Berlino, hanno evidenziato che Alessandro Castellani vendette anche oggetti falsi. Nel 1873 fu aperta la nuova sede di piazza Fontana di Trevi. Morto Alessandro nel 1883, suo fratello Augusto trasformò la bottega in museo privato, aperto agli ospiti illustri, invitati a firmare libri, di cui oggi sei esemplari sono al Museo Etrusco di Villa Giulia. L'attività continuò con suo nipote Alfredo, figlio di Augusto.
I Castellani hanno donato allo Stato italiano gioielli da loro creati e pezzi di oreficeria antica, oggetti preziosi che sono ora esposti a Villa Giulia. Augusto donò ai Musei capitolini e al Museo artistico-industriale di Roma alcuni pezzi rari e lasciò al figlio Alfredo la collezione di vasi greci, italioti ed etruschi, di bronzi, di avori, gioielli e di monete. Alfredo, ultimo discendente maschio dei Castellani, donò il 19 gennaio 1919 quasi tutta questa collezione allo Stato italianoː più di seimila oggetti interi - oltre ai frammenti - in ceramica, bronzo, terracotta, vetro, avorio, oro.

### Oreficeria antica
| |             |          |  |  |
| Titolo | Descrizione | Immagine |  |  |
| Etruria, oreficerie del periodo orientalizzante, VII secolo a.C., pettorale dalla tomba Castellani di Palestrina, ricostruito dai Castellani.                              |             |          |  |  |
| Etruria, oreficerie del periodo classico e tardo classico, IV-II secolo a.C., pettorale con brattee a stelle e mezzelune ricostruito dai Castellani (dintorni di Bolsena). |             |          |  |  |
| Parte di collana con vaghi in ambra e pendenti d'argento, dalla tomba Castellani di Palestrina, 700-675 a.C. circa.                                                        |             |          |  |  |
| Skiphos in lamina d'argento, dalla tomba Castellani di Palestrina, 700-675 a.C. circa.                                                                                     |             |          |  |  |
| Etruria, oreficerie del periodo orientalizzante, VII secolo a.C., pettorale dalla tomba Castellani di Palestrina, rimontato dai Castellani.                                |             |          |  |  |
| Etruria, oreficerie del periodo orientalizzante, VII secolo a.C., pettorale dalla tomba Castellani di Palestrina, riamontato dai Castellani.                               |             |          |  |  |
| Etruria, oreficerie del periodo arcaico, VI secolo a.C., fibula a staffa con protomi leonine.                                                                              |             |          |  |  |
| Etruria, oreficerie del periodo classico e tardo classico, IV-II secolo a.C., corona a foglie lanceolate.                                                                  |             |          |  |  |
| Etruria, oreficerie del periodo orientalizzante, VII secolo ac., fibula in ambra e lamina d'oro.                                                                           |             |          |  |  |
| Età del ferro, monili piceni, medio-adriatici e dell'Italia meridionale, 800-690 a.C. circa, pendaglio con cavallucci, bulle e mani.                                       |             |          |  |  |

### Oreficeria ottocentesca
| |                                                         |          |  |  |
| Titolo                                                                                              | Descrizione                                             | Immagine |  |  |
| Cammeo.                                                                                             |                                                         |          |  |  |
| Spilla all'etrusca.                                                                                 | Simbolo di Mercurio.                                    |          |  |  |
| Braccialetto.                                                                                       |                                                         |          |  |  |
| Collana con pendenti a forma di anfora.                                                             |                                                         |          |  |  |
| Due collane.                                                                                        |                                                         |          |  |  |
| Croce pettorale con micromosaico.                                                                   | Simbolo di Cristo e Α e Ω.                              |          |  |  |
| Spilla.                                                                                             | Smalti policromi, perle orientali e radice di smeraldo. |          |  |  |
| Spilla con pendente di ametista.                                                                    |                                                         |          |  |  |
| Spilla con Medusa e pendente di acquamarina.                                                        |                                                         |          |  |  |
| Spilla con cameo di gusto gotico.                                                                   | Madonna con Bambino.                                    |          |  |  |
| Spilla con civetta a micromosaico.                                                                  |                                                         |          |  |  |
| Fibula con leone alato e paperelle.                                                                 |                                                         |          |  |  |
| Orecchini.                                                                                          |                                                         |          |  |  |
| Orecchini a navicella con grappoli d'uva.                                                           |                                                         |          |  |  |
| Spilla.                                                                                             |                                                         |          |  |  |
| Una serie di gioielli all'antica.                                                                   |                                                         |          |  |  |
| Una serie di gioielli all'antica.                                                                   |                                                         |          |  |  |
| Ago crinale. Ori ad imitazione dell'antico, in parte inglobanti materiali originari.                |                                                         |          |  |  |
| Bracciale con micromosaico. Ori ad imitazione dell'antico, in parte inglobanti materiali originari. | Una farfalla, fra ΨΥΧΗ ed ΕΡΩΣ.                         |          |  |  |